# Pistris serricostata
Pistris serricostata is een tweekleppigensoort uit de familie van de Tellinidae. De wetenschappelijke naam van de soort is voor het eerst geldig gepubliceerd in 1906 door Tokunaga.